# Bruce Djité
Bruce José Djité (Washington, 25 marzo 1987) è un ex calciatore australiano con cittadinanza statunitense, di ruolo attaccante.

## Carriera

### Club
Dopo aver militato nelle giovanili dei Marconi Stallions, Djité inizia la carriera professionistica nell'Adelaide United nel 2006. Nel 2008 si trasferisce in Turchia, firmando per il Gençlerbirliği, con cui totalizza 33 presenze e 6 reti, prima di un breve prestito al Diyarbakırspor. Tornato in Australia, gioca per i Gold Coast United e, nel 2011, passa in prestito ai cinesi del Jiangsu Sainty. Rientrato all'Adelaide United, si afferma come uno degli attaccanti principali del club fino al 2016. Successivamente si trasferisce al Suwon FC in Corea del Sud e poi al PSM Makassar in Indonesia, dove chiude la carriera nel 2018.

### Nazionale
Djité ha rappresentato l'Australia Under-20 e l'Australia Under-23 tra il 2006 e il 2008. Con la nazionale maggiore ha disputato 9 partite tra il 2008 e il 2010.

## Palmares

### Competizioni nazionali
- Campionato australiano: 1

Adelaide Utd: 2015-2016
- A-League Premiership: 1

Adelaide Utd: 2016